# Body painting

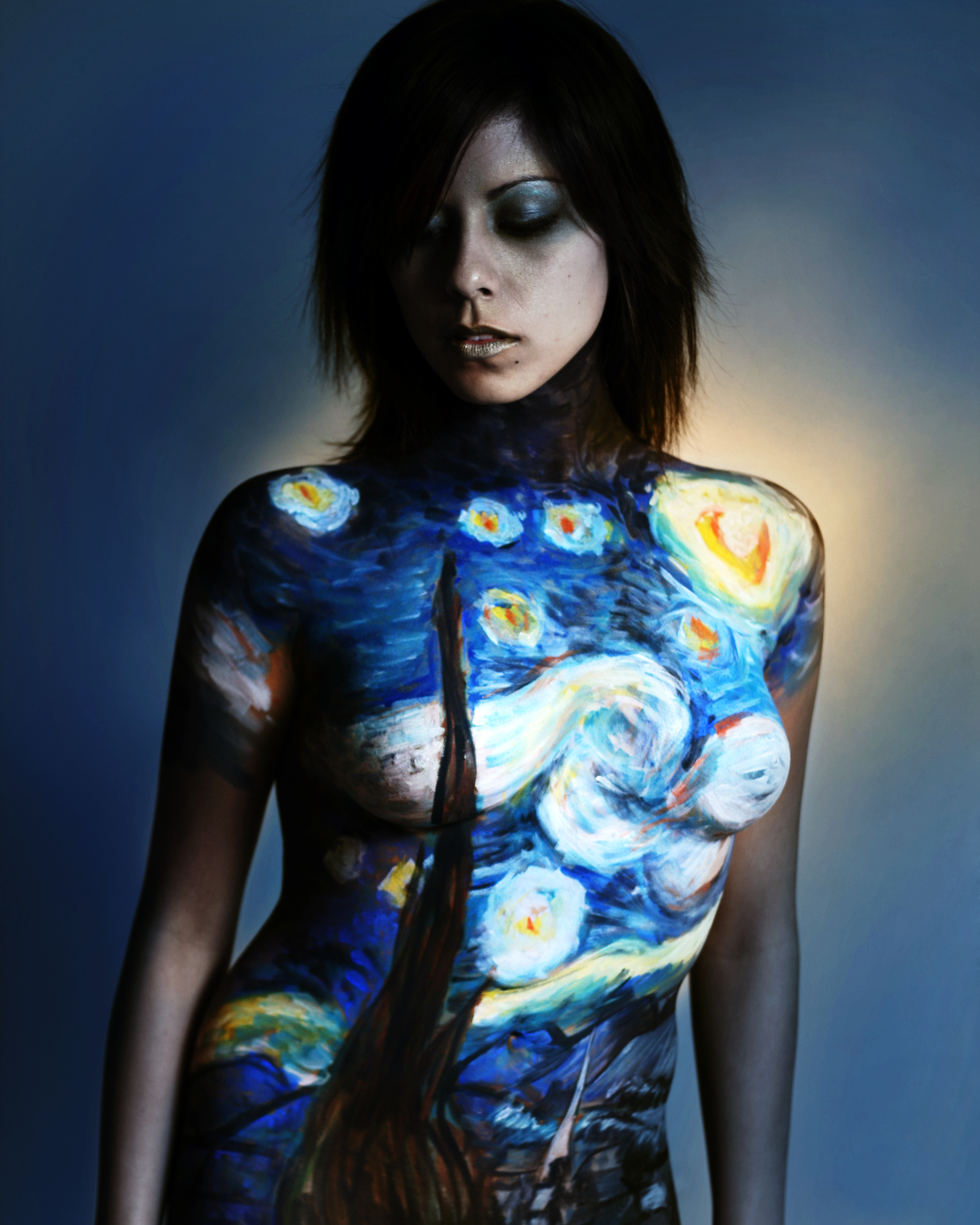
Riproduzione della Notte stellata di Vincent van Gogh sul corpo di una modella.

La pittura del corpo o pittura corporale (conosciuta anche come body painting o dermocromia) è una delle arti del corpo che consiste nel dipingere il corpo umano a scopo ornamentale. Anticamente, la pittura del corpo veniva utilizzata per scopi religiosi, rituali, propiziatori o apotropaici nonché protettive, dato che, secondo alcuni autori, il colore teneva lontani gli insetti e formava uno strato protettivo contro le intemperie.
I colori con cui la pittura del corpo viene eseguita, a differenza di quelli dei tatuaggi, hanno durata limitata ed il tempo di permanenza di questi ultimi sui corpi dipinti varia da qualche ora a qualche giorno.
La pittura corporale è spesso associata ad altre forme d'arte, tra cui:
- La fotografia, che permette di immortalare l'attimo e conservare la creazione dell'artista;
- Il video, che riprende in diretta la realizzazione dell'opera;
- L'esibizione, sia durante la pittura sia ad opera completata;

## Pittura corporale tradizionale

### Storia della pittura corporale

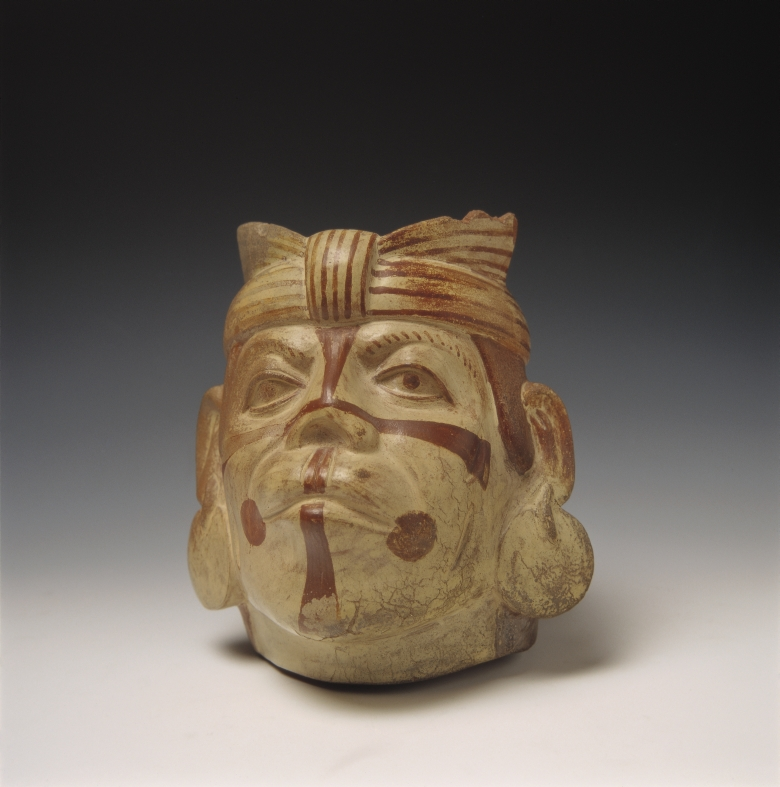
Pittura facciale su un guerriero peruviano.

Pare che quest'arte affondi le sue radici nelle usanze di popoli tribali africani, indiani e centroamericani. La mancanza di fonti scritte, tuttavia, rende impossibile sapere con certezza da quanto tempo questi popoli utilizzano la dermocromia.
Il fatto che la pittura corporale interessasse precipuamente le zone del corpo più esposte, lascia credere che essa abbia avuto molta importanza presso le popolazioni che solevano girare nude.
- Una tra le più antiche popolazioni a far uso della pittura corporale è quella degli aborigeni australiani: dal 60.000 a.C. i membri di questa tribù dipingono il proprio corpo e si procurano cicatrici.
- L'uomo primitivo, nel 30.000 a.C., soleva pitturare il proprio corpo per motivi religiosi o propiziatori.
- Pitture rupestri trovate nell'altopiano Tassili risalenti all'8000 a.C. mostrano come gli uomini fossero segnati sul corpo da pitture e cicatrici.
- Gli Egizi ricorrevano alla pittura corporea sia per i defunti sia per i vivi. Nel 4000 a.C. le mummie di due donne erano segnate sull'addome da linee pitturate a mano. Le donne, nella vita quotidiana, dipingevano la linea inferiore dell'occhio di verde, colore a base di malachite (composto dal carbonato di rame), mentre palpebre, ciglia e sopracciglia, erano marcati col carbone. Entrambi i colori erano inizialmente in polvere poi allungati con l'acqua e applicati sul corpo con le dita.
- Stesse tecniche venivano utilizzate dai Sumeri nel 500 a.C. che dipingevano il volto con piombo bianco e rosso vermiglio.
- Nella descrizione che Tacito fa dei Germani (De origine et situ Germanorum - 98 d.C.) vengono riportati esempi di pittura del corpo.[2]
- Nel 300 d.C. i Pitti dipingevano il loro corpo durante le battaglie con pitture intimidatorie.
- In Giappone la pittura corporale a partire dal 550 d.C., a seconda della zona del corpo interessata, distingueva classi sociali diverse. Abolito nel 1847 d.C. dall'imperatore Meiji, tornò ad essere legale nel 1945 d.C.
- I nativi nordamericani devono il nome che gli europei affibbiarono loro, e cioè Pelli Rosse, proprio al largo uso che questi facevano della pittura corporale. Solitamente ai morti veniva dipinta la faccia di rosso, così da rimediare al pallore cadaverico. Vi erano, comunque, colori associati ad eventi particolari come quelli impiegati per le pitture di guerra e quelle di festa.

### Tecniche tradizionali

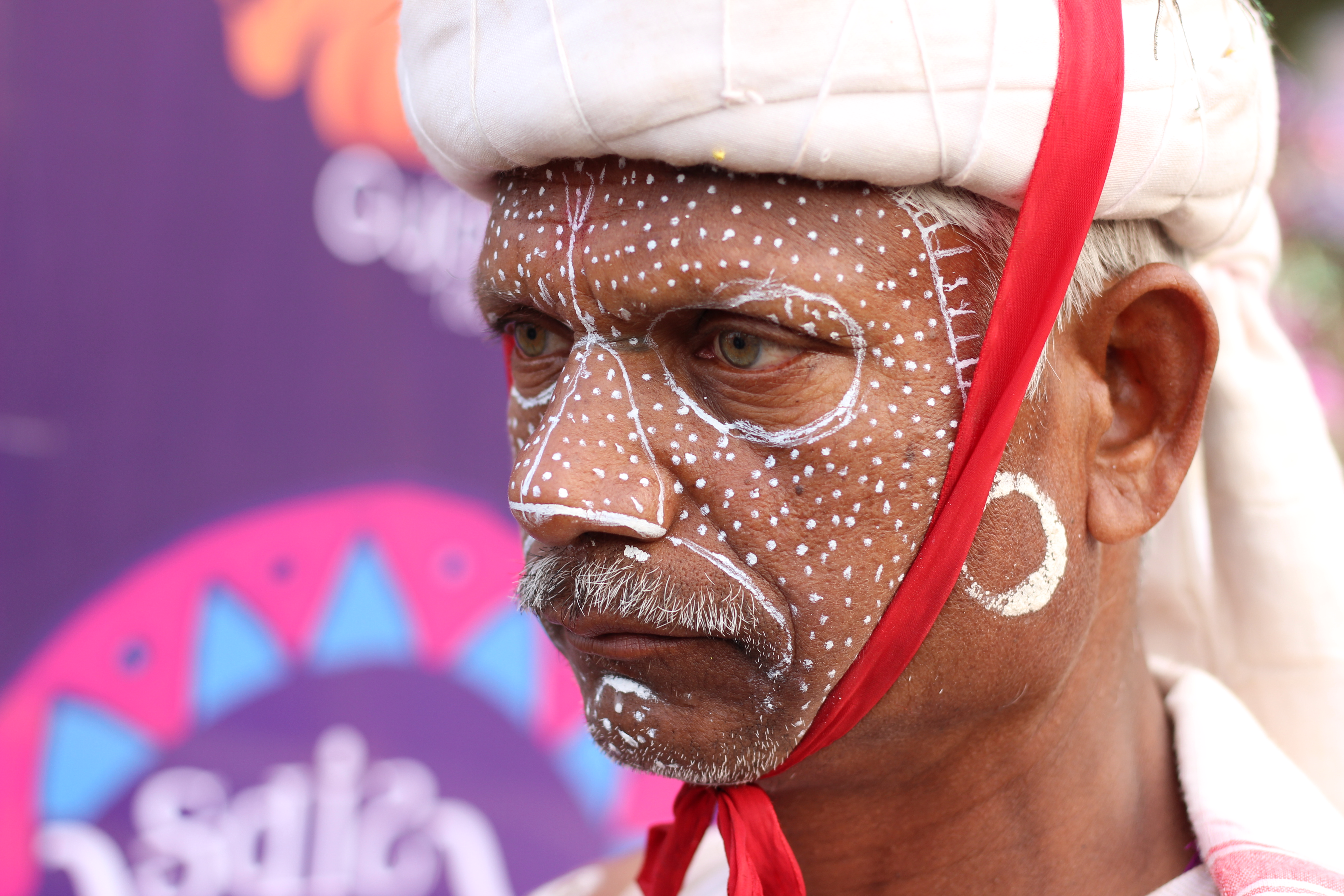
Uomo della tribù Rathva con la faccia dipinta alla fiera di Kavant, Gujarat.

I colori erano ricavati da materie di origine minerale, come ocra, creta e gesso, o vegetale, come i succhi delle foglie, gli steli, i semi ed i frutti delle piante.  Normalmente le materie prime provenivano dalla flora del luogo in cui gli indigeni erano stanziati. I pigmenti erano poi applicati poi sulle parti del corpo opportune usando le dita, i pennelli o degli appositi stampini in legno o in terracotta detti pintaderas.

### Significati
Le pitture corporali abbinavano all'abbellimento del corpo significati precisi.
- Religioso: gli sciamani dei villaggi tribali erano coperti in volto e nel corpo da pitture.
- Cerimoniale: sanciva il passaggio dall'età adolescenziale a quella dell'uomo maturo, oppure l'unione sacra del matrimonio.
- Intimidatorio: sia nelle battaglie per intimidire i nemici sia nelle sessioni di caccia per mimetizzarsi e spaventare i predatori.
- Sessuale: per attirare le attenzioni sul proprio corpo arricchito di colori.

I colori utilizzati dalle popolazioni tribali non avevano le sfumature che hanno a disposizione i pittori di corpi odierni. Nelle culture primitive però ad ogni colore corrispondeva un valore:
- Al rosso veniva accostato il coraggio (è il colore del sangue versato in battaglia) il calore e la passione.
- Al nero veniva accostato il significato del mistero, del buio e della notte.
- Al bianco, colore delle nuvole, veniva accostata la purezza.
- Al blu, colore del cielo, dei mari e dei fiumi, veniva accostata la calma e la tranquillità.
- Al viola, colore destinato ai sovrani, veniva accostata la superiorità.
- Al giallo, colore dei giovani, veniva accostata l'intelligenza e la speranza.
- Al grigio, colore della barba degli anziani saggi, veniva accostata la saggezza, la dignità e la conoscenza.

## Pittura del corpo moderna

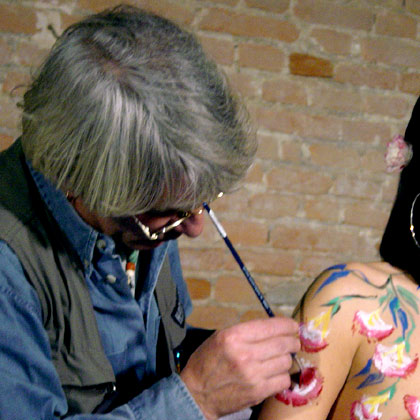
Pittore del corpo all'opera

L'origine della pittura corporale moderna viene fatta risalire al 1933 quando Max Factor, dopo aver truccato interamente la sua modella con un nuovo cosmetico, la espose alla Fiera Mondiale di Chicago. Furono arrestati entrambi per disturbo alla quiete pubblica. Questo pare essere il primo esperimento di pittura del corpo moderna. Tornò quindi di moda una delle forme d'arte tra le più antiche. Oltre alla variazione delle tecniche grazie al progresso scientifico, la pittura corporale cambiò significato. Anche se nelle parti del mondo isolate, come l'Amazzonia, le savane africane e le giungle indiane il significato della pittura corporale è rimasto invariato, nel mondo globalizzato ha assunto significati completamente diversi.
Dagli anni novanta ad oggi essa ha subito un significativo incremento.

### Tecniche moderne
Nella pittura corporale moderna i colori naturali sono affiancati da colori sintetici fatti dalle più importanti case di cosmetici internazionali. Sono colori che non recano danni alla salute della pelle né provocano allergie. La durata del disegno varia a seconda dei pigmenti utilizzati:
- L'henné, di origine naturale, ha una durata che può oscillare da una a due settimane.
- I colori ad acqua, hanno una durata di qualche ora (svaniscono con la doccia).

Anche gli strumenti di lavoro si sono aggiornati con il passare degli anni: ai classici pennello e spugna si sono aggiunte sofisticate tecniche d' aerografia, che permettono di creare chiaroscuri, sfumature e dettagli molto precisi.

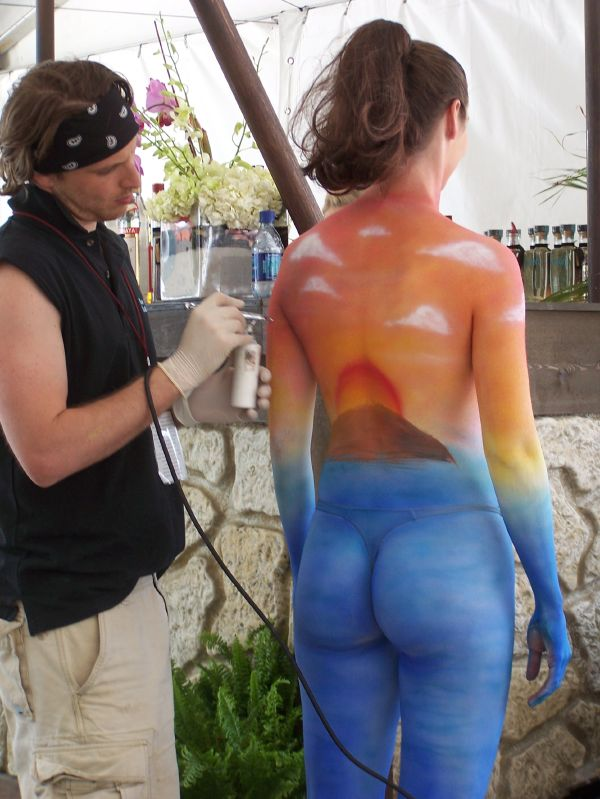
Pittura del corpo su d'una modella.

- Il pennarello è adoperato spesso nella pittura corporale per via della vasta gamma di colori disponibili e del modo in cui questi possono essere combinati tra loro. A causa della loro punta piccola vengono adoperati per disegni occupanti piccole porzioni del corpo: punte più larghe aiutano i pittore corporale ma il loro uso comporta comunque un enorme dispendio di tempo se impiegati per grossi disegni. L'effetto è quello di un tatuaggio vero e proprio. Il colore dei pennarelli è sicuro e semplice da utilizzare non si stacca a scaglie come la vernice a causa dell'elasticità della pelle umana. Lo svantaggio è che se il colore viene strofinato rischia di spalmarsi e rovinare quindi l'opera intera.
- L'henné è utilizzato da secoli dalle tribù indiane e africane ed è uno dei metodi più sicuri di dipingere il corpo umano. Di origine naturale, si ottiene la tinta allungando la polvere delle foglie essiccate con l'acqua. Il colore è applicato successivamente sul corpo tramite un contenitore conico premuto durante il disegno. Questo particolare colore macchia gli strati superiori della pelle garantendo una durata che varia da una a due settimane.
- Il lattice liquido composto da lattice naturale, ammoniaca, acqua e ossido di zinco è applicato sul corpo umano come seconda pelle. È consigliato applicarlo su pelli perfettamente rasate, in modo tale da staccarlo più facilmente a opera conclusa. Più strati vengono fatti più è facile toglierlo dalla pelle; per questo chi lo utilizza preferisce applicare più strati sopra al corpo. In alcuni casi viene utilizzato come base per applicare colori nocivi che non potrebbero essere applicati direttamente.
- Il colore a tempera è stato per molto tempo fra i più favoriti per la pittura del corpo in quanto molto conveniente. La pelle dipinta con questi colori è particolarmente bella ma l'effetto dura fino a quando la tempera rimane bagnata: questa tipologia di colore, una volta seccato, si sfalda staccandosi così dal corpo a scaglie, perché perde l'elasticità necessaria per farlo aderire alla pelle. Questo è uno dei motivi per cui molti artisti del corpo sconsigliano l'uso della tempera.
- Il l'aerografia per la pittura corporale è una particolare tecnica che arricchisce quest'attività dell'aerografo, utilizzato per spruzzare vernici di vario genere sfruttando l'aria compressa. L'effetto è più realistico di quelli permessi dal pennello e dalla spugna. L'utilizzo dell'aerografo comporta una minore artisticità dell'opera: svaniscono i tratti che solo il pennello con le sue linee riesce a dare all'opera. Come nel pieno stile dell'aerografia, i contorni dei dipinti appaiono meno delineati e più sfocati: gli artisti che utilizzano l'aerografo sono specializzati in più campi della pittura, come la verniciatura delle auto, dipinti su carta, disegni sui caschi di piloti ecc.

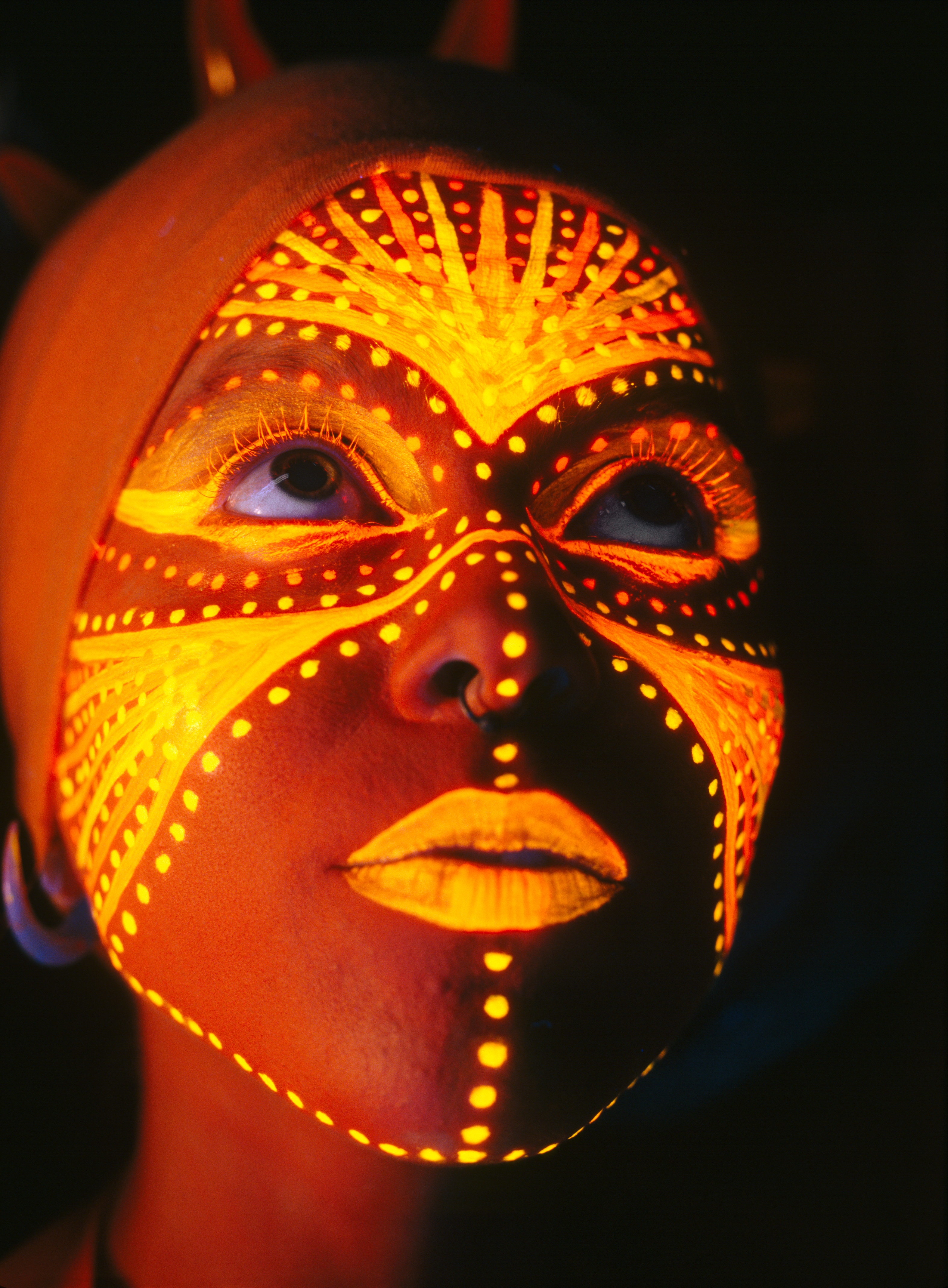
Pittura corporale con colori fluorescenti.

- L'utilizzo dell'inchiostro fosforescente e delle lampade di Wood (più comunemente conosciute come lampade UV) dà alla pittura corporale un effetto di fluorescenza spettacolare. I pigmenti di questo particolare colore reagiscono ai raggi UV creando un effetto luminoso. L'opera è visibile solo al buio e sotto l'esposizione alle lampade di cui sopra, che provocano la reazione dei pigmenti colorati. L'inchiostro fosforescente non è nocivo per la pelle. Questa tecnica può essere applicata su qualsiasi parte del corpo, dal viso alle mani, dal torso alle gambe. È possibile osservare un esempio di pittura corporale fosforescente nel video "I gotta feeling" dei Black Eyed Peas, che mostra i membri del gruppo esibirisi sotto lampade UV i che consentono di godere dei singolari effetti di fluorescenza.

### Pittura corporale ed effetti speciali
Le protesi sono un ulteriore componente della pittura corporale. Esse, infatti, unite all'effetto dermocromatico, consentono di ottenere effetti ancora più realistici. Le protesi possono essere di due tipi: di piccole dimensioni oppure medio-grandi. Le prime vengono utilizzate per le parti più piccole del corpo e consistono in:
- Lenti a contatto (colorate, occhi da zombie, occhi da serpente, da felino etc.).
- Ciglia finte (lunghe, colorate, glitterate, con cristalli, con piume, etc.).
- Unghie finte (colorate, lunghe, artigli, etc.).
- Denti finti (dracula, serpente, draghi, felini etc.).
- Orecchie allungate (elfo, avatar, nano etc.).
- Piccole ferite o ustioni.

Quelle di medie e grandi dimensioni, invece, comprendono:
- Calotte per la testa.
- Finti arti mozzati.
- Protesi da applicare.
- Parti di volto o interi volti realizzati con calchi personalizzati.

## Le varietà della pittura corporale
Le zone del corpo interessate e i colori stessi determinano varietà di questa forma d'arte. La pittura del corpo infatti comprende anche la pittura facciale e quella delle mani.

### Pittura facciale
La pittura facciale è la decorazione del solo volto. Anticamente utilizzata durante i riti religiosi e di caccia, è tornata in gran voga a partire dagli anni '60 quando gli hippie hanno preso a dipignersi sul volto il simbolo della pace, specialmente durante le manifestazioni contro la guerra e i concerti. Al giorno d'oggi si usa pitturarsi il volto in svariate occasioni:
- Feste in maschera, soprattutto Carnevale;
- Feste di halloween;
- Ricorrenze speciali nelle grandi città;
- Eventi culturali o sportivi;

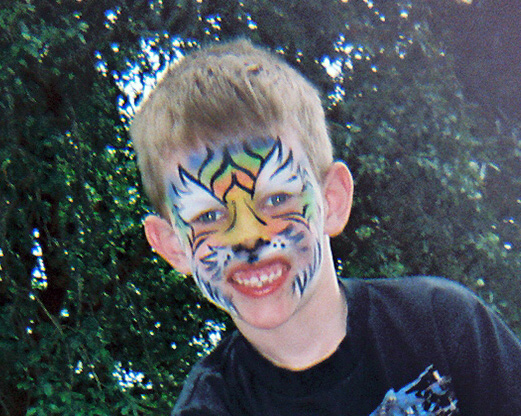
Pittura facciale che riproduce il mantello d'una tigre.

Durante feste in maschera grandi e piccoli sono soliti dipingersi il volto per assumere le fattezze delle maschere da loro desiderate. Motivi ricorrenti sono:
- Il pagliaccio, caratterizzato dal volto pitturato di bianco, labbra e naso sottolineate di rosso;
- La tigre, che riprende il classico colore del felino, naso colorato di nero e resto del volto a strisce gialle, nere e bianche;
- La farfalla, nella quale il naso viene pitturato come il busto dell'insetto, mentre le ali sono dipinte sulle guance, con le più ricche tonalità
- I personaggi dei fumetti, come l'Uomo Ragno, Joker, Hulk etc;
- Il teschio, nel quale la faccia è pitturata di bianco, vengono disegnati grossi denti sulle labbra, contorno occhi neri;
- Il cane, di solito dalmata, quindi volto chiazzato di bianco e di nero;
- Temi astratti, a seconda della fantasia del decoratore;

Anche i militari dipingono il loro volto dello stesso colore della tuta mimetica, così da garantire un camuffamento quanto più conforme possibile all'ambiente in cui opereranno.
Infine la pittura facciale colora gli stadi durante gli eventi sportivi. Molti tifosi dipingono il loro volto del colore della propria preferita.
Oltre al colore, sono comunemente scritti sul viso dei tifosi anche il nome della squadra, il nome dello giocatore preferito oppure delle dediche speciali. In moltissime discipline sportive si possono notare queste pitture: dal calcio al football americano, dal baseball al rugby, dalla pallacanestro alla pallovolo. Nel rugby e nel football americano i giocatori sogliono tracciarsi delle linee sul volto a scopo intimidatorio.
Dagli anni ottanta ad oggi nella lotta libera sono molti i lottatori che hanno utilizzato - e tuttora utilizzano - la pittura facciale:
- Ultimate Warrior ha sul volto la riproduzione di una farfalla stilizzata di colore giallo nero e rosso[4]
- Abe "Knuckleball" Schwartz ha la riproduzione in faccia di una palla da pallabase.
- Hakushi ha dipinte sul viso frasi in giapponese.
- Papa Shango utilizzava una delle più classiche pitture facciali, un teschio vudù.
- Goldust ha il volto completamente pitturato di color oro con occhi e labbra nere.
- Sting sul viso aveva strisce colorate di nero e viola, modificato poi sul personaggio del Corvo di Brandon Lee.
- Jeff Hardy utilizza una pittura facciale visibile sotto le lampade UV.
- Road Warrior Animal utilizza una pittura facciale a base rossa, bianco sul naso con un ragno in fronte.
- Doink the Clown truccato appunto come un pagliaccio tradizionale.

La pittura facciale è utilizzata anche in campo musicale: ne fanno uso sia i gruppi sia il pubblico durante i concerti. I Kiss, celebre gruppo rock statunitense, è noto anche in virtù dell'usanza dei suoi componenti di suonare col volto dipinto. Molti musicisti di complessi metal e black-metal si dipingono il volto, utilizzando in particolare la corpse paint: tra questi, il compositore Abbath, i Darkthrone, il cantante Dead etc. Il pubblico dei grandi concerti dal vivo, di solito utilizza la faccia e le altre parti libere del corpo per dipingersi le frasi delle canzoni, i nomi degli artisti oppure rappresentare le maschere dei gruppi.

### Pittura delle mani
La pittura delle mani prende in considerazione del corpo umano solo la mano stessa e l'avambraccio. Vengono rappresentati solitamente temi faunistici, come musi di animali oppure animali interi. Mario Mariotti riusciva a creare giochi ed effetti visivi pitturando le sole mani, sfruttando al massimo la possibilità di movimento di questa parte del corpo. Molto utilizzata anche a fini pubblicitari. Tribù indiane si pitturano da millenni mani e piedi come decorazione temporanea utilizzando l'hennè.

## La pittura del corpo nei media

### Impieghi nei film
- Nel film Agente 007 - Missione Goldfinger diretto da Guy Hamilton nel 1964, il personaggio Tilly Masterson (Tania Mallett) è completamente dipinta di color oro.
- Nel film Beetlejuice - Spiritello porcello diretto da Tim Burton nel 1988, il personaggio Beetlejuice (Michael Keaton) ha il volto dipinto di bianco.
- Nel film Il corvo diretto da Alex Proyas nel 1994, il protagonista Eric Draven (Brandon Lee) ha il volto pitturato di bianco con occhi e labbra contornati di nero.
- Nel film I racconti del cuscino diretto da Peter Greenaway nel 1996, la trama ruota attorno alla pittura del corpo.
- Nel film Il cavaliere oscuro diretto da Christopher Nolan nel 2008, il personaggio Joker (Heath Ledger) ha il volto dipinto nello stile pagliaccesco[5] ma con tratti (occhi, labbra) non delineati.

### Impieghi nelle campagne pubblicitarie
- Nell'ottobre 2005 le due modelle Sara Jean Underwood e Victoria Thornton comparivano nella rivista Playboy indossando solo uno strato di pittura.
- Nel dicembre 2007 l'agenzia spagnola DELVICO Pubblicità, ha utilizzato la pittura del corpo su una donna per sensibilizzare il messaggio del cancro al seno.
- Nel febbraio 2008 la rivista Playboy aveva in copertina Tiffany Fallon dipinta da Wonder Woman.
- Nel novembre 2009, la rivista statunitense Coed Magazine, in occasione del 234 anniversario delle forze armate americane, ha pubblicato foto in cui le modelle indossano divise "dipinte".
- Nel novembre 2009 Isabeli Fontana, modella brasiliana, è nella prima pagina della rivista Vogue con dipinti nel corpo segni tribali.
- Nel febbraio 2010 Ashley Greene indossa nient'altro che pittura in una campagna di annunci sensuali per SoBe Lifewater.
- Nel febbraio 2010 Melissa Satta posa nuda, rivestita solo da uno strato di pittura sulla rivista statunitense di Sports Illustrated.
- Nel giugno 2010 Veronica Ciardi, sponsorizza una campagna sull'IPhone, realizzata dall'azienda hi-Fun.
- Durante i mondiali Sud-Africani del giugno 2010 la Pepsi ha sponsorizzato la sua campagna calcio col bodypainting su nove noti calciatori: Fabio Cannavaro, Lionel Messi, Didier Drogba, Ricardo Kakà, Frank Lampard, Andrej Aršavin, Fernando Torres, Thierry Henry e Michael Ballack.
- Alla vigilia della finale di luglio dei Mondiali 2010 alcune attiviste della PETA hanno deciso di mostrarsi con addosso solo il bodypainting delle bandiere delle squadre che hanno partecipato alla manifestazione contro l'uso delle pellicce.
- Nel settembre 2010 la Breast Cancer Foundation, ha sollecitato un maggior controllo al seno da parte delle donne con una campagna pubblicitaria basata sulla pittura del corpo.